# Grünental
Grünental este o localitate din Namibia.